# Skoki do wody na Igrzyskach Azjatyckich 2014
Skoki do wody na Igrzyskach Azjatyckich 2014 odbywały się w dniach 29 września – 3 października 2014 roku. Rywalizacja odbywała się w Munhak Park Tae-hwan Aquatics Center w Inczon w dziesięciu konkurencjach.

## Podsumowanie

### Klasyfikacja medalowa
| Klasyfikacja medalowa | Klasyfikacja medalowa | Klasyfikacja medalowa | Klasyfikacja medalowa | Klasyfikacja medalowa | Klasyfikacja medalowa |
| Miejsce               | państwo               | Złoto                 | Srebro                | Brąz                  | Razem                 |
| --------------------- | --------------------- | --------------------- | --------------------- | --------------------- | --------------------- |
| 1                     | Chiny                 | 10                    | 6                     | 0                     | 16                    |
| 2                     | Malezja               | 0                     | 2                     | 3                     | 5                     |
| 3                     | Korea Południowa      | 0                     | 1                     | 4                     | 5                     |
| 4                     | Korea Północna        | 0                     | 1                     | 2                     | 3                     |
| 5                     | Japonia               | 0                     | 0                     | 1                     | 1                     |
| Razem                 | Razem                 | 10                    | 10                    | 10                    | 30                    |

### Medaliści
| Konkurencja                   | 1. miejsce                         | 2. miejsce                                     | 3. miejsce                                    |
| Mężczyźni                     | Mężczyźni                          | Mężczyźni                                      | Mężczyźni                                     |
| ----------------------------- | ---------------------------------- | ---------------------------------------------- | --------------------------------------------- |
| Trampolina 1 m                | He Chao                            | He Chong                                       | Woo Ha-ram                                    |
| Trampolina 3 m                | Cao Yuan                           | He Chao                                        | Sho Sakai                                     |
| Platforma 10 m                | Qiu Bo                             | Yang Jian                                      | Woo Ha-ram                                    |
| Trampolina 3 m synchronicznie | Chiny · Cao Yuan · Lin Yue         | Malezja · Ahmad Amsyar Azman · Ooi Tze Liang   | Korea Południowa · Kim Yeong-nam · Woo Ha-ram |
| Platforma 10 m synchronicznie | Chiny · Zhang Yanquan · Chen Aisen | Korea Południowa · Kim Yeong-nam · Woo Ha-ram  | Malezja · Chew Yi Wei · Ooi Tze Liang         |
| Kobiety                       |                                    |                                                |                                               |
| Trampolina 1 m                | Shi Tingmao                        | Wang Han                                       | Kim Na-mi                                     |
| Trampolina 3 m                | He Zi                              | Wang Han                                       | Cheong Jun Hoong                              |
| Platforma 10 m                | Si Yajie                           | Huang Xiaohui                                  | Kim Un-hyang                                  |
| Trampolina 3 m synchronicznie | Chiny · Shi Tingmao · Wu Minxia    | Malezja · Cheong Jun Hoong · Ng Yan Yee        | Korea Północna · Choe Un-gyong · Kim Jin-ok   |
| Platforma 10 m synchronicznie | Chiny · Chen Ruolin · Liu Huixia   | Korea Północna · Kim Un-hyang · Song Nam-hyang | Malezja · Leong Mun Yee · Pandelela Rinong    |